# Año bisiesto

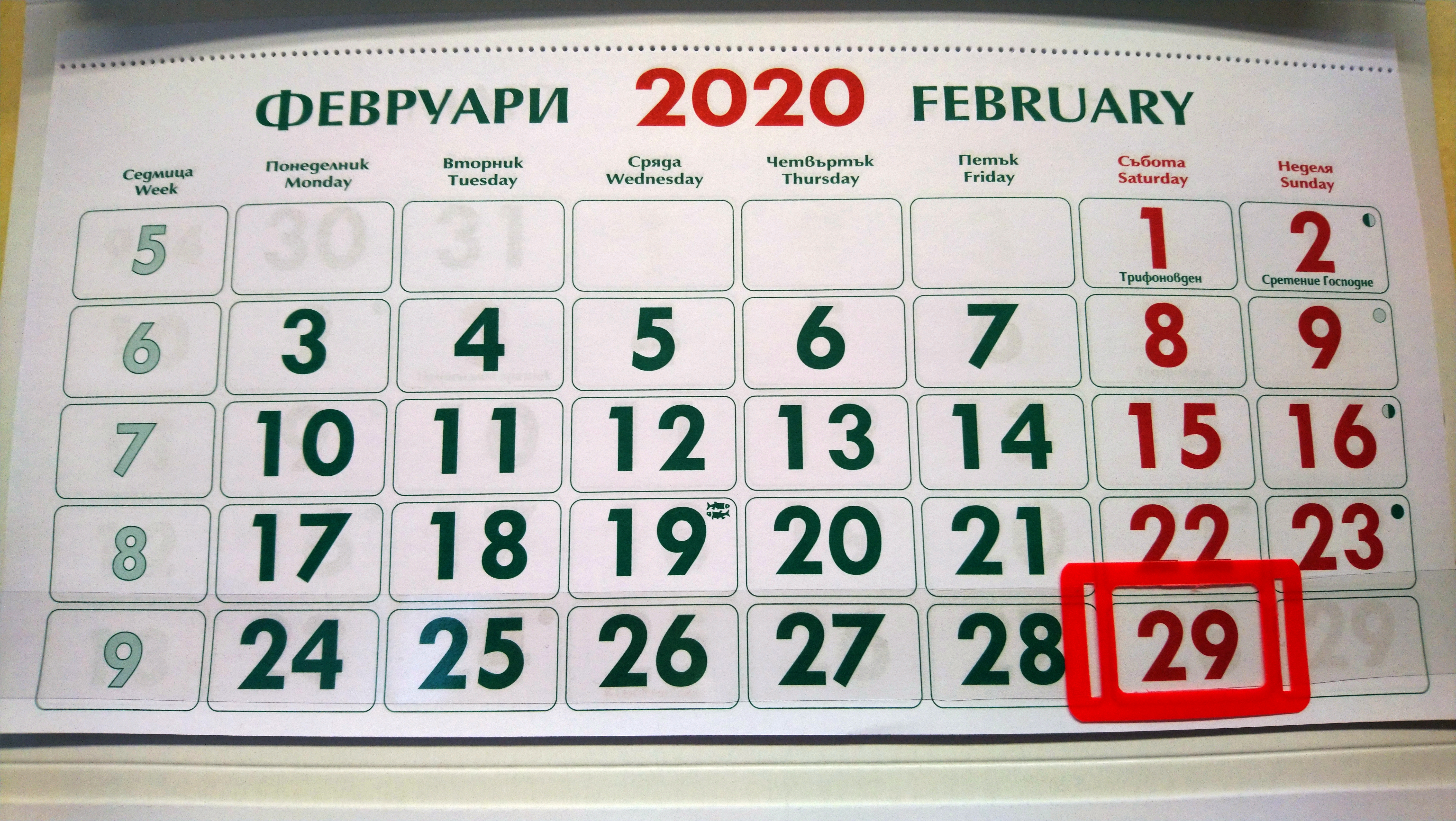
Calendario de 2020 con el día 29 de febrero remarcado en rojo.

Un año bisiesto es un año común, dentro del ciclo solar, en el que se produce la intercalación periódica de un día adicional en el propio año, recurso utilizado en casi todos los calendarios solares (como el juliano y el gregoriano) para evitar el cambio de estaciones. Para corregir este cambio, se intercalan años «normales» de 365 días (cada cuatro años) con años «bisiestos» de 366: el día extra se inserta en el mes de febrero, el más corto del año, que en los años bisiestos llega a contar 29 días en lugar de 28. De esta forma es posible obtener una duración media del año igual a un número no entero de días.
La adición del año bisiesto no compensa completamente el cambio de estaciones: cada 128 años (para el calendario juliano) y cada 3323 años (para el calendario gregoriano) todavía hay un día adicional de retraso en comparación con el evento astronómico.

## Etimología
La expresión en español «año bisiesto» deriva del latín «bis sextus dies ante Kalendas Martii» («el dos veces repetido sexto día antes de las calendas de marzo»), que correspondía a un día extra intercalado por Julio César entre el día sexto antes de las Kalendas de marzo (24 de febrero) y el día quinto antes de las Kalendas de marzo, que correspondería al día 25 en un año de 365 días en el que febrero tiene 28.
El 24 de febrero era el sexto día antes de las calendas (primer día del mes) de marzo. Los romanos no contaban los días del mes del 1 al 31, sino que tomaban tres fechas de referencia: Kalendas, Nonas e Idus (véase Calendario romano). Para contar se incluía el día de referencia (en este caso, el 1 de marzo).
En el calendario gregoriano, que es el que se emplea en la actualidad, y que fue instaurado por el papa Gregorio XIII a partir de 1582, este día extra se situó al final del mes de febrero (29 de febrero).

## Razón y definición del año bisiesto
Se añade para corregir el desfase que existe entre la duración del año trópico: 365 días 5 h 48 min 45,10 s (365,242189 días) y el año calendario de 365 días. Esto requiere que cada cuatro años se corrija el año calendario por una acumulación no contabilizada de aproximadamente 1/4 de día por año que equivale a un día extra.
En el calendario juliano se consideraban bisiestos los años divisibles entre cuatro, resultando años de 365,25 días. Esto supone un adelanto de unos 11,25 minutos por año respecto al año trópico. Puede no parecer mucho, pero solo en 500 años supondría un desfase de casi cuatro días. Se hacía necesario acortar el año, y así el calendario gregoriano establece:
| Año bisiesto es el divisible entre 4, salvo que sea año secular —último de cada siglo, terminado en «00»—, en cuyo caso también ha de ser divisible entre 400. |

Es decir, se determinan dos grupos de años: los no seculares y los seculares. Los primeros han de ser múltiplos de 4, mientras que los segundos habrán de serlo de 400. De esta manera se eliminan como bisiestos a 3 de cada 4 años seculares. De esta forma, los años 1800 y 1900 pese a ser divisibles por 4, no lo son por 400, por lo que fueron años comunes. Por su parte, el año 2000 es divisible tanto por 4 como por 400, por lo tanto sí fue un año bisiesto.
El ciclo juliano de 4 años da paso a uno gregoriano de 400 en el que hay 97 bisiestos y 303 comunes, resultando años de 365,2425 días. La diferencia con el año trópico queda ahora reducida a menos de medio minuto por año (26,9 segundos aproximadamente).

## Origen del año bisiesto

### Primera mención a un año bisiesto
La Estela de Tanis es una losa de piedra caliza de más de dos metros de altura y cerca de un metro de ancho, descubierta en 1866 por un grupo de eruditos alemanes en la antigua ciudad egipcia de Tanis, ubicada en el delta del Nilo. Al igual que la famosa Piedra Rosetta, contiene inscripciones en dos idiomas: egipcio (en jeroglíficos y escritura demótica) y griego antiguo. Fechada en el 238 a. C., la inscripción registra un decreto del faraón Ptolomeo III, que sigue el protocolo de la época, incluyendo alabanzas al faraón, detalles de campañas militares y la instrucción de erigir copias del decreto en todos los templos importantes.

### Calendario egipcio y romano
Transcurría el año 49 a. C., cuando Julio César llegó a Egipto. Hasta entonces el calendario romano cargaba con siglos de desfases debido a su imprecisión. Entre otras cosas, Julio encontró un excelente calendario en las tierras de la faraona egipcia Cleopatra. Fue entonces cuando delegó a Sosígenes de Alejandría, astrónomo, matemático y filósofo, la tarea de diseñar un nuevo calendario a la altura y exactitud que el imperio necesitaba. Sosígenes entregó a César su calendario entre el 48 y el 46 a. C., basado principalmente en el calendario egipcio, pero conservando los nombres de los meses romanos. Este calendario poseía una duración de 365 días y un día adicional inicialmente cada cuatro años, para compensar un desfase natural producido por la revolución no sincrónica de la Tierra en torno al Sol.
La compensación de los desfases que tenía acumulados el calendario romano obligó a que el año 46 a. C. se convirtiera en el año más largo de la historia, con 445 días de duración para compensar e iniciar nuevamente de cero. A este inusual año se le llamó «año juliano» o «año de la confusión».
Ya los egipcios sabían que cada cuatro años la salida helíaca de la estrella Sothis (Sirius) se retrasaba un día, dando inicio al año nuevo. Sin embargo, doscientos años antes, en el concilio de Cánope, cuando pudieron hacer la reforma, los egipcios no la hicieron debido a pugnas entre las castas sacerdotales y la clase política.
Aproximadamente seis siglos antes, el rey Numa Pompilio había agregado los meses de januarius y februarius al ya maltratado año romano, y fue a este último, a februarius, al que se sumó el día adicional. Los romanos solían llamar calendas (o kalendas) al primer día de cada mes y contaban hacia atrás los días que hacían falta. El día primero de marzo se llamaba «calendas de marzo» o kalendas martias. En el calendario gregoriano, utilizado actualmente, el 28 de febrero sería el día anterior (el segundo día antes, con el cómputo inclusivo, a las calendas de marzo y el 27 de febrero sería el tercer día antes de estas calendas (téngase en cuenta que hay que contar tanto las calendas como el propio día, pues los romanos y los judíos practicaban el cómputo inclusivo de los días) y así sucesivamente, de modo que el 24 de febrero sería el sexto día antes de las calendas de marzo (ante diem sextum Kalendas Martias). La reforma de Julio César añadió un día tras el 24 de febrero el ante diem bis sextum Kalendas Martias. Con el tiempo continuó llamándose Bi-sextum o bisiesto, aunque se añadiera el día extra tras el último día de febrero.
Este calendario fue oficial en Roma durante los siguientes siglos, incluso en el Concilio de Nicea I se advirtió que había un error de Sosígenes, pero no hicieron nada por corregirlo, hasta 1582, cuando se adoptó el calendario gregoriano.

### Reforma gregoriana
El papa Gregorio XIII, asesorado por el astrónomo jesuita Christopher Clavius, el 24 de febrero de 1582 promulgó la bula Inter Gravissimas, en la que establecía que tras el jueves 4 de octubre de 1582 seguiría el viernes 15 de octubre de 1582.
Con la eliminación de estos diez días desapareció el desfase con el año solar. Para que no volviera a ocurrir, en el nuevo calendario se eliminaron tres años bisiestos cada cuatro siglos. Con lo anterior, el 4 de octubre de 1582 fue el último día del calendario juliano y el 15 de octubre de 1582 constituyó el primer día del calendario gregoriano. Por tal razón no existieron las fechas del 5 al 14 de octubre de dicho año.
Si se usan métodos actuales, el cálculo de fechas anteriores al 15 de octubre de 1582 siempre será erróneo, ya que se deben utilizar exclusivamente en retrospectiva hasta esta fecha y cambiar a cálculo de fechas julianas a partir del 4 de octubre de 1582, sin olvidar estos 10 días inexistentes.

## Calendario hebreo
El calendario hebreo es lunisolar con un mes embolismal. Este mes extra se denomina Adar Rishon (primer Adar) y se añade antes de Adar, que pasa a ser Adar Sheini (segundo Adar). Según el ciclo metónico, esto se hace siete veces cada diecinueve años (concretamente, en los años 3, 6, 8, 11, 14, 17 y 19). Esto se hace para asegurar que la Pascua (Pesah) sea siempre en primavera, tal y como exige la Torá (Pentateuco) en muchos versículos relativos a la Pascua.
Además, el calendario hebreo tiene reglas de aplazamiento que posponen el comienzo del año uno o dos días. Estas reglas de aplazamiento reducen el número de combinaciones diferentes de duración del año y de días de la semana de 28 a 14, y regulan la ubicación de ciertas fiestas religiosas en relación con el Sabbat. En particular, el primer día del año hebreo nunca puede ser domingo, miércoles o viernes. Esta regla se conoce en hebreo como «lo adu rosh» (לא אד״ו ראש), es decir, «Rosh [ha-Shanah, primer día del año] no es domingo, miércoles ni viernes» (ya que la palabra hebrea adu} se escribe con tres letras hebreas que significan domingo, miércoles y viernes). En consecuencia, el primer día de la Pascua nunca es lunes, miércoles ni viernes. Esta regla se conoce en hebreo como «lo badu Pesah» (לא בד״ו פסח), que tiene un doble significado: «Pascua no es una leyenda», o también «la Pascua no es lunes, miércoles o viernes» (ya que la palabra hebrea badu} se escribe con tres letras hebreas que significan lunes, miércoles y viernes).
Una de las razones de esta regla es que Yom Kippur, el día más sagrado del calendario hebreo y el décimo día del año hebreo, ahora nunca debe ser adyacente al Sabbat semanal (que es el sábado), es decir, nunca debe caer en viernes o domingo, para no tener dos días de Sabbat adyacentes. Sin embargo, Yom Kippur puede seguir cayendo en sábado. Una segunda razón es que Hoshana Rabbah, el 21.º día del año hebreo, nunca caerá en sábado. Estas reglas para las Fiestas no se aplican a los años desde la Creación hasta la liberación de los hebreos de Egipto bajo Moisés. Fue en ese tiempo (cf. Éxodo 13) que el Dios de Abraham, Isaac y Jacob dio a los Hebreos su «ley» incluyendo los días para ser guardados santos y los días de fiesta y sábados.
Los años que constan de 12 meses tienen entre 353 y 355 días. En un año k'sidra ('en orden') de 354 días, los meses alternan entre 30 y 29 días. En un año chaser ('falto'), el mes de Kislev se reduce a 29 días. En un año malei ('lleno'), el mes de Marcheshvan se aumenta a 30 días. Los años de 13 meses siguen el mismo patrón, con la adición del Adar Alef de 30 días, lo que les da entre 383 y 385 días.

## Calendarios juliano, copto y etíope
El calendario juliano se instituyó en el año 45 a. C. por orden de Julio César, y la intención original era que cada cuatro años fueran bisiestos, pero esto no se llevó a cabo correctamente. Augusto ordenó que se omitieran algunos años bisiestos para corregir el problema, y para el año 8 d. C. los años bisiestos se observaban cada cuatro años, y las observancias fueron consistentes hasta los tiempos modernos inclusive.
A partir del año 8 d. C., se añadió un día más a febrero en los años múltiplos de 4 (aunque el sistema de numeración de años AD no se introdujo hasta el año 525 d. C.). Esta regla da una duración media anual de 365,25 días. Sin embargo, es 11 minutos más largo que un año tropical. Esto significa que el calendario se retrasa un día respecto al equinoccio de primavera del hemisferio norte aproximadamente cada 131 años.
El calendario copto tiene trece meses, doce de 30 días cada uno y uno al final del año de 5 días, o 6 días en los años bisiestos. El año bisiesto copto sigue las mismas reglas que el calendario juliano, de modo que el mes extra siempre tiene seis días en el año anterior a un año bisiesto juliano. El calendario etíope tiene doce meses de treinta días más cinco o seis epagómenos, que comprenden un decimotercer mes.

### Calendario juliano revisado
El Calendario juliano revisado añade un día más a febrero en los años que son múltiplos de cuatro, excepto en los años que son múltiplos de 100 que no dejan un resto de 200 o 600 al dividirlo por 900. Esta regla coincide con la del calendario gregoriano hasta 2799. El primer año en que las fechas del calendario juliano revisado no coincidirán con las del calendario gregoriano será el 2800, porque será bisiesto en el calendario gregoriano pero no en el juliano revisado.
Esta regla da una duración media del año de 365,242222 días. Es una muy buena aproximación al año tropical medio, pero como el año del equinoccio vernal es ligeramente más largo, el calendario juliano revisado, por el momento, no hace tan buen trabajo como el calendario gregoriano en mantener el equinoccio vernal en o cerca del 21 de marzo.

## Calendarios islámicos
Las versiones observada y calculada del calendario islámico lunar no tienen días bisiestos regulares, aunque ambos tienen meses lunares que contienen 29 o 30 días, generalmente en orden alterno. Sin embargo, el calendario islámico tabular utilizado por los astrónomos islámicos durante la Edad Media y todavía utilizado por algunos musulmanes tiene un día bisiesto regular añadido al último mes del año lunar en 11 años de un ciclo de 30 años. Este día adicional se encuentra al final del último mes, Dhu al-Hijjah, que es también el mes del Hajj.
El calendario Solar Hijri es el calendario iraní moderno. Es un calendario observacional que comienza en el equinoccio de primavera (hemisferio norte) y añade un único día intercalado al último mes (Esfand) una vez cada cuatro o cinco años; el primer año bisiesto se produce en el quinto año del ciclo típico de 33 años y los restantes años bisiestos se producen cada cuatro años durante el resto del ciclo de 33 años. Este sistema tiene menos desviación periódica o jitter de su año medio que el calendario gregoriano y opera en la simple regla de que su día de Año Nuevo debe caer en el período de 24 horas del equinoccio vernal. El período de 33 años no es completamente regular; de vez en cuando el ciclo de 33 años se rompe por un ciclo de 29 años.
El calendario Hijri-Shamsi, también adoptado por la Comunidad Ahmadiyya Comunidad, se basa en cálculos solares y es similar al calendario gregoriano en su estructura con la excepción de que su época es la Hijra.

## Algoritmo computacional
Un año es bisiesto si es:
- Divisible por 4.
- No divisible por 100.
  - Salvo si es divisible por 400. (2000 y 2400 son bisiestos pues aún siendo divisibles por 100 lo son también por 400. Pero los años 1800, 1900, 2100, 2200 y 2300 no lo son porque solo son divisibles por 100).

Desde un enfoque algorítmico, se consideran las proposiciones o enunciados lógicos siguientes:
- p: Es divisible por 4
- q: Es divisible por 100 (¬q entonces significa no divisible por 100)
- r: Es divisible por 400

Entonces se utiliza la fórmula lógica {\displaystyle (p\land \lnot q)\lor r} para establecer si un año dado es bisiesto: (es bisiesto si es divisible por 4 y no es divisible por 100) ó es divisible por 400.
```
% Codigo año bisiesto en lenguaje prolog

% Reglas

bisiesto
(
Y
)
 
:-
 
(
0
 
is
 
Y
 
mod
 
4
,
 
0
 
=\=
 
Y
 
mod
 
100
);
 
0
 
is
 
Y
 
mod
 
400.

% Ejemplo de consulta: bisiesto(2000).

```

## Comienzo de cada mes
En los años bisiestos, los meses que empiezan en el mismo día de la semana son:
- Enero, abril y julio
- Febrero y agosto
- Marzo y noviembre
- Septiembre y diciembre.

## Calendarios
- Año bisiesto comenzado en lunes
- Año bisiesto comenzado en martes
- Año bisiesto comenzado en miércoles
- Año bisiesto comenzado en jueves
- Año bisiesto comenzado en viernes
- Año bisiesto comenzado en sábado
- Año bisiesto comenzado en domingo